# Mohéli
Mohéli o Mwali és una de les illes Comores, autònoma des del 2004. És la més petita de les tres grans illes del país. La seva població està formada per elements bantus, àrabs, malais i malgaixos. La religió majoritària és l'islam sunnita.

## Història
Fins al 1830 formà part del soldanat de Ndzuwenie, que també controlava l'illa d'Anjouan. En 1830, emigrants de Madagascar dirigits per Ramanetaka, qui després canvià el seu nom per Abderemane, arribaren a l'illa i establiren el soldanat de Mwali. El 1886 França establí un protectorat a l'illa. Fins a 1889 Mwali tenia el seu propi resident francès, però més tard fou annexada a la residència d'Anjouan. El soldanat fou abolit el 1909, quan els francesos s'annexaren l'illa.
En 1975, Mohéli acceptà unir-se a l'estat de les Comores, junt amb Gran Comore i Anjouan. La confusió i el desordre polític, econòmic i social afectaren Mohéli i les altres illes. L'11 d'agost de 1997 Mohéli se separà de les Comores, una setmana després que Anjouan fes el mateix. Els líders secessionistes foren Said Mohamed Soefu, que es convertí en president i Soidri Ahmed, Primer Ministre. Mohéli es reunificà amb Comores l'any 1998. El 2002, Mohéli ratificà la nova constitució comoriana, que proveu un govern federal menys centralitzat i més poder als governs insulars. El mateix any, Said Mohamed Fazul fou elegit president. Els seus seguidors guanyaren alguns escons en la delegació del Parlament a les eleccions legislatives de 2004.